# MrBeast
MrBeast（ミスター・ビースト、1998年5月7日 - ）は、アメリカ合衆国のYouTuber、慈善家、実業家。本名はジェームズ・ステファン・ドナルドソン（James Stephen Donaldson）。彼は高価なスタントを中心としたYouTube動画のジャンルを開拓したことで知られている。
2025年8月時点で、メインチャンネルの登録者数は4億2000万人を超え、世界1位である。また、ゲームチャンネルなど彼が所有する全チャンネルを合わせると登録者数は5億人を超える。TikTokでは1.5億人を超えるフォロワーを抱え、世界で3番目にフォロワーが多い。
MrBeast Burger、Feastablesの創設者であり、アーバー・デイ財団の募金活動であるTeam Treesの共同創設者でもある。同団体は、キャンペーンのために2300万ドル以上を集めた。また、オーシャンコンサーバンシーとオーシャン・クリーンアップの募金活動であるTeam Seasの共同創設者でもあり、3000万ドル以上を集めている。
2020年、2021年、2022年、2023年のストリーマー賞で4年連続でクリエイター・オブ・ザ・イヤー賞を受賞し、2022年と2023年のキッズ・チョイス・アワードでも2度、Favorite Male Creator賞を受賞した。2023年には、タイム誌によって世界で最も影響力のある100人の1人に選ばれた。
フォーブスの公表した2025年版「トップクリエイター」（Top Creater）リストにて世界1位、約8500万ドル（約130億円）を稼ぎ、推定純資産は10億ドル（約1478億円）とされている。

## 経歴

### 生い立ち
1998年5月7日、カンザス州ウィチタで父スティーブンと母スーの間に生まれた。主にノースカロライナ州グリーンヴィルで育った。両親は2007年に離婚した。2016年、グリーンヴィル・クリスチャン・アカデミーを卒業。グリーンヴィル・クリスチャン・アカデミー在学中、外野手として数年間野球に打ち込んだ。その後、イーストカロライナ大学に短期間通ったが中退した。大学中退後、友人たちと共にYouTubeの推薦アルゴリズムを分析しようとし、ヒット動画を作成する方法を推理しようとした。この時期について「私の人生の中で、5年間、私はただ執拗に、不健康なほどに、バイラル性の研究やYouTubeのアルゴリズムの研究に夢中になっていた時期があった。私は目が覚めると、Uber Eatsで食べ物を買っていたんだ。そして、一日中コンピューターの前に座って、（他のYouTuber）と一緒にノンストップで研究していた。」と語っている。

### 動画投稿の開始

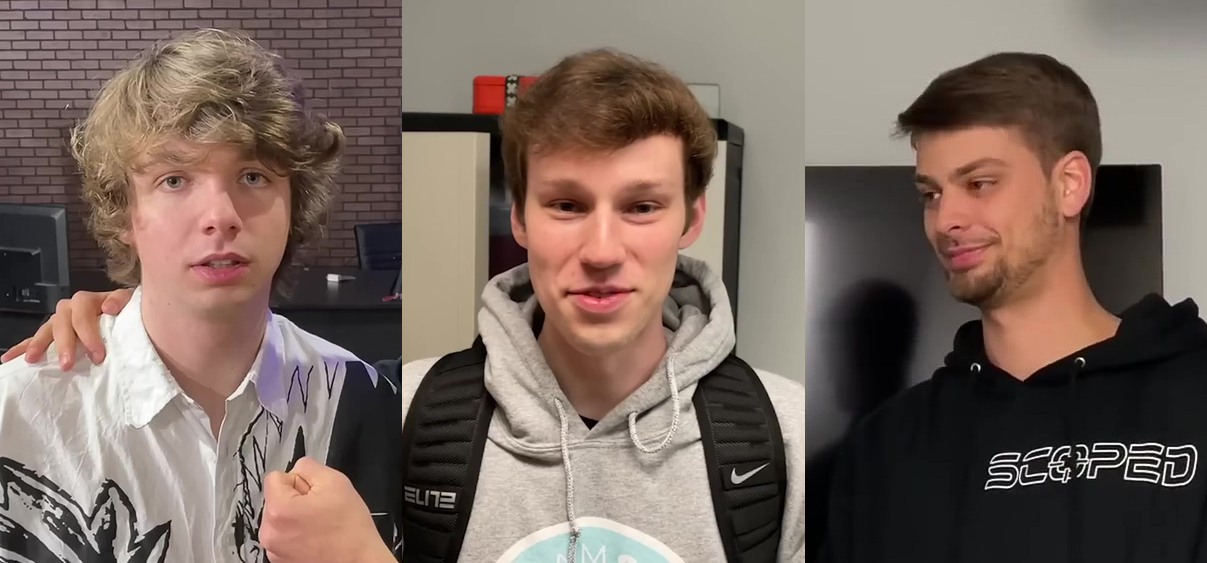
現在のMrBeastのメンバー。左からカール・ジェイコブス、ノーラン・ハンセン、チャンドラー・ハロウ。

2012年2月、13歳の時に「MrBeast6000」というハンドルネームで初めてYouTube動画をアップロード。初期のコンテンツは、主にMinecraftとコール オブ デューティ ブラックオプスIIに焦点を当てており、他のYouTuberの財産を推定する動画、これからYouTubeを始めるクリエイターへのヒントとなる動画、YouTubeドラマに関するコメントなど多岐にわたっている。このチャンネルの初期には、彼自身はほとんど動画に出演していない。
2013年7月時点で、当時「That-dude」と名付けられていた彼のチャンネルの登録者数は約240人であった。
2015年から2016年にかけて、同サイトで発見したYouTuberの紹介文を丸めてからかう「最悪のイントロ」シリーズの動画で、同プラットフォームでの人気を獲得し始め、2016年半ばまでに、チャンネルの登録者数は約3万人に達した。その年の秋には、YouTuberとしてフルタイムのキャリアを追求するためにイーストカロライナ大学を中退したが、母親はこれを認めなかった為、実家から追い出される。
チャンネルが成長するにつれて、4人の幼なじみ (クリス・タイソン、チャンドラー・ハロウ、ギャレット・ロナルズ、ジェイク・フランクリン) を雇った。

### 人気の上昇

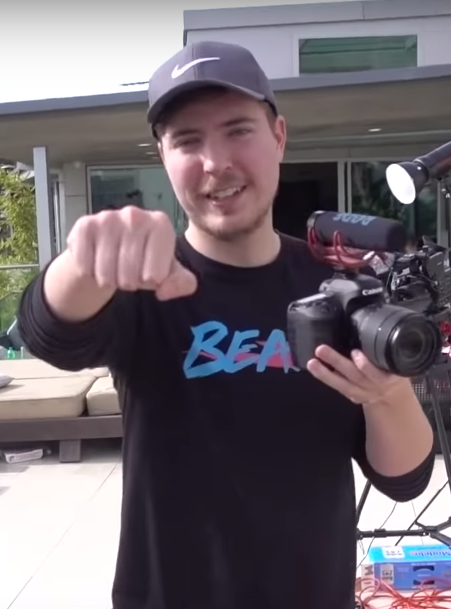
2018年のMrbeast

2017年1月、口で10万まで数えるほぼ1日がかりの動画を公開した。このスタントには40時間かかり、「24時間以内に収める」ために一部を早めた。翌月、「Counting to 200,000 (Road to a Mil)」と題した後続動画がアップされたが、これも55時間フルカウントしたためにYouTubeのアップロード制限を超えたために早める必要があったと言う。この時期、100個のメガホンを使ってガラスを割ろうとしたり、1時間ペンキが乾くのを見たり、24時間水中に滞在しようとしたり（結局健康問題で失敗）、ハンドスピナーを1日回そうとしたが失敗するなど、スタントでも人気を集めた。2018年までに奇抜なスタントを通して100万ドルを寄付し、「YouTubeの慈善家」という称号を得ている。
2018年に起きた大登録者戦争の間、スウェーデンのYouTuberピューディパイがT-Seriesよりも多くの登録者を獲得できるように、看板や多数のテレビやラジオの広告を購入した。スーパーボウルLIIIでは、自分とチームのために複数の席を購入し、彼らのシャツには「Sub 2 PewDiePie」と書かれていた。
2019年3月、ロサンゼルスで『エーペックスレジェンズ』と共同で賞金20万ドル（2試合行われ、1試合10万ドルのゲーム収益を上げる）のリアルバトルロイヤル大会を企画・撮影した。『エーペックスレジェンズ』開発元のエレクトロニック・アーツがこの企画のスポンサーとなった。
2019年11月の動画「お金を配る銀行を作った！」（I Opened A FREE BANK）では、偽札を使ったとして非難された。彼は後に、無料のお金を手に入れようと殺到する人々によって引き起こされる潜在的な安全性とセキュリティリスクを軽減するために偽札を使用したと説明し、その後、偽札を全員のための本物の小切手に交換したと主張した。
2020年4月、32人のインフルエンサーと25万ドルの賞金をかけたじゃんんけん大会をライブ配信し、当時、同時視聴者数66万2000人のYouTubeで最も見られたオリジナルライブイベントとなった。このイベントは最終的にEスポーツ選手のナデショットが勝利した。2020年10月、24人のインフルエンサーと30万ドルの賞金をかけたトリビアクイズの大会を開催した。トーナメントの優勝者はTikTokerのチャーリー・ダミリオとディキシー・ダミリオ兄妹で、不正行為の主張で物議を醸した。

### YouTubeでの成功

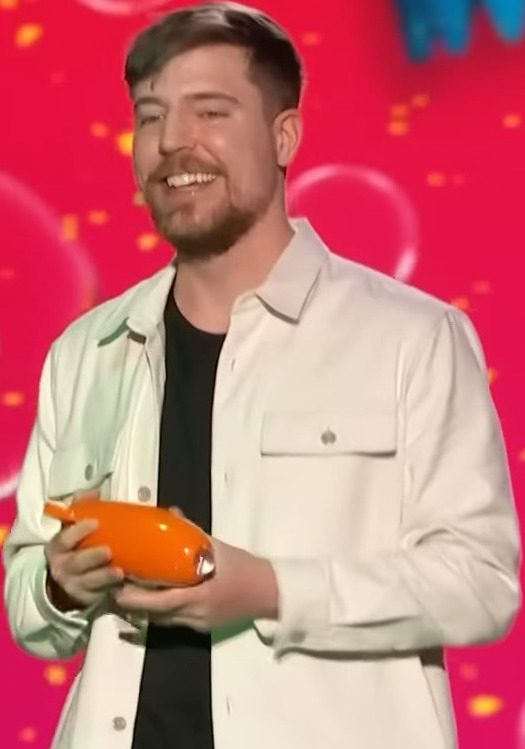
2023年のMrBeast

2021年1月1日、動画「Youtube Rewind 2020, Thank God It's Over」を公開した。彼は2020年11月にYouTubeがRewindを作らないと発表した数日後に、Rewindを作ると発表していた。動画では、YouTuberは「Rewindでもっと発言権を得るべき」と考えていたと説明し、その思いから、"数百人のYouTuber"を呼ぶことにしたという。動画の最後でピューディパイにエールを送り、彼と彼の2018年のRewindがドナルドソンのRewind（いずれもエディターのFlyingKitty、Dolan Dark、Grandayyが出演するRewindで、Party in Backyardの楽曲を使用）のインスピレーションになったことを挙げている。
2021年3月、Jellysmackと契約を結び、同社がSnapchatとFacebookでの彼のビデオコンテンツの配信を独占的に管理することになった。
2021年11月、Netflixのテレビシリーズ『イカゲーム』を実際に再現した動画『イカゲームを現実世界で再現してみた!』をアップロードした。この動画は2024年6月10日の時点で6億1000万回以上の視聴を集め、ドナルドソンの最も見られたYouTube動画となり、2021年に最も見られたYouTube動画にもなっている。
さらにこの動画の影響で登録者を1か月で約1000万人増やし、4つのチャンネルを越して世界5位、個人YouTuberでは世界第二位まで成り上がった。そして2021年で3700万人も登録者を獲得して1年で最も登録者が増加したチャンネルとなった。
2021年12月、15人の競技者を集め、100万ドルの大賞をかけた第3回インフルエンサートーナメントを作成した。トーナメントはカリフォルニア州ロサンゼルスにあるイングルウッドのSofiスタジアムで直接行われ、課題は2ラウンドで構成されていた。トーナメントの第1ラウンドでは、15人の競技者が10種類のチャレンジを行い、第2ラウンドでは、第1ラウンドのチャレンジを勝ち抜いた10人の競技者が、極限のかくれんぼを行い、トーナメントは最終的にザック・キングが優勝した。
2022年1月、フォーブスはMrBeastをYouTube高収入クリエイターとしてランク付けし、2021年の推定収入額は5400万ドル（約54億円）とした。フォーブスはまた、2021年の収入は2020年のフォーブスセレブリティ100の40位で、2020年のヴィン・ディーゼルやルイス・ハミルトンと同額を稼いでいると述べている。
2022年7月28日、保有するメインチャンネルの登録者数が1億人を超え、さらに同年11月15日、ピューディパイの登録者を越して個人経営のYouTuberとしては1番目のYouTubeチャンネルとなった。
2022年12月4日、ゲームフォートナイトのワンタイムイベント終了後、チャプター4シーズン1のトレーラーに登場し、コラボが確定した。その後、2022年12月18日にフォートナイト内にて賞金100万ドル（約1億円）のクリエイティブ大会（MrBeastのエクストリームサバイバルチャレンジ）が開催。内容は、大会の優勝者には100万ドル、上位10万位のプレイヤーにはゲーム内アイテムであるBeastブレラが贈られるというものであった。
2022年では3820万人の登録者を獲得して去年と同様1年で最も登録者が増加したチャンネルとなり、2023年6月3日、SET-indiaの登録者を超えて世界3位、さらに同月15日にCocomelonの登録者を超えて世界2位に到達した。
同年8月には日本を訪れた際の動画が公開された。動画内では、彼らが街中でマリオカート風のゴーカートに乗り、全日本戸山流居合道連盟の道場で「サムライの流儀」を学び、チームラボプラネッツ TOKYO DMM.comを貸切にする様子が写された。最後に富士急ハイランドを貸切にした際にはかつての世界一の登録者を誇ったピューディパイと初めて相対し、一緒に絶叫マシンを楽しんだ。
同年10月15日、登録者がT-Seriesに次ぐ2番目に2億人を超えた。
2023年は過去2年を遥かに上回る9900万人の登録者を獲得し、1年で最も登録者が増加したチャンネルの世界記録を更新した。
2024年6月2日、登録者が2.67億人に到達し、T-Seriesを超えて世界1位のチャンネルとなった。同年7月10日には、世界で初めて登録者が3億人を超えた。2024年7月13日、登録者数3億人突破を記念して「50人のYouTubersが100万ドルを目指して戦う」（50 YouTubers Fight for $1,000,000）をアップロードした。この動画にはハウィー・マンデル、ミランダ・コスグローブ、ジョーイ・チェスナットがゲスト出演した。この動画は最初の24時間で7100万回再生され、ドナルドソンの最初の24時間で最も視聴された動画となった。
2024年は1億1500万人の登録者を獲得した。2025年6月1日、登録者数4億人を突破した初のYouTuberとなった。

## ビジネス

### フィンガー・オン・ザ・アップ
2020年6月、ブルックリンを拠点とするアート集団MSCHFと共同で、「フィンガー・オン・ザ・アップ」と題した1回限りのマルチプレイヤーモバイルゲームをリリースし、アプリ内でスマホ画面に指をかざし、最後に指を離した人が25000ドルを獲得するという課題を出した。結局、70時間以上アプリに指をかけ続けた4人が2万ドルずつ獲得した。このゲームの成功が伝えられる中、当初、「フィンガー・オン・ザ・アプリ2」という続編が2020年の12月に開始予定であったという。しかし、ダウンロードが殺到してゲームがクラッシュし、ゲームの開発者がサーバーをアップグレードする必要が生じたため、2月に延期され、さらに2021年3月に延期された。今回のゲームでは、10万ドルの大賞が用意されていた。最終的に、約51時間の競争の末、Twitterでユーザー名Swagbacon123と名乗った19歳の男性が優勝した。2位にも賞金2万ドルが贈られた。

### Feastables

Feastablesのロゴ

2022年1月、「Feastables」と呼ばれる新しい食品会社の設立を発表した。この会社は、「MrBeastBars」と呼ばれる賞品付きのチョコレートバーのブランドで立ち上げた。現在、これらのチョコレートバーには3つの味がある。この発売と同時に、100万ドル以上の賞金をかけた懸賞を実施し、そのうちの10人の大賞受賞者には、将来ビデオでチョコレート工場を競う機会が与えられることになった。このビデオは 2022 年 6 月に公開され、ゴードン・ラムゼイがケーキの審査員を務め、50 万ドルの賞金が授与された。2022年2月2日、Feastablesは、懸賞に賞品を提供するためにTurtle BeachCorporationおよびRoccatとのパートナーシップを発表した。

### MrBeast Burger

MrBeast Burgerのロゴ

2020年12月19日 Virtual Dining Concepts, LLCと提携して設立、開発したアメリカの配達専用 ファーストフードレストラン。
最初の店舗は、2020年11月10日にノースカロライナ州ウィルソンに正式にオープンした。さまざまなハンバーガー、フライド ポテト、デザート、および飲み物で構成されるメニューを特徴としている。

### Lunchly

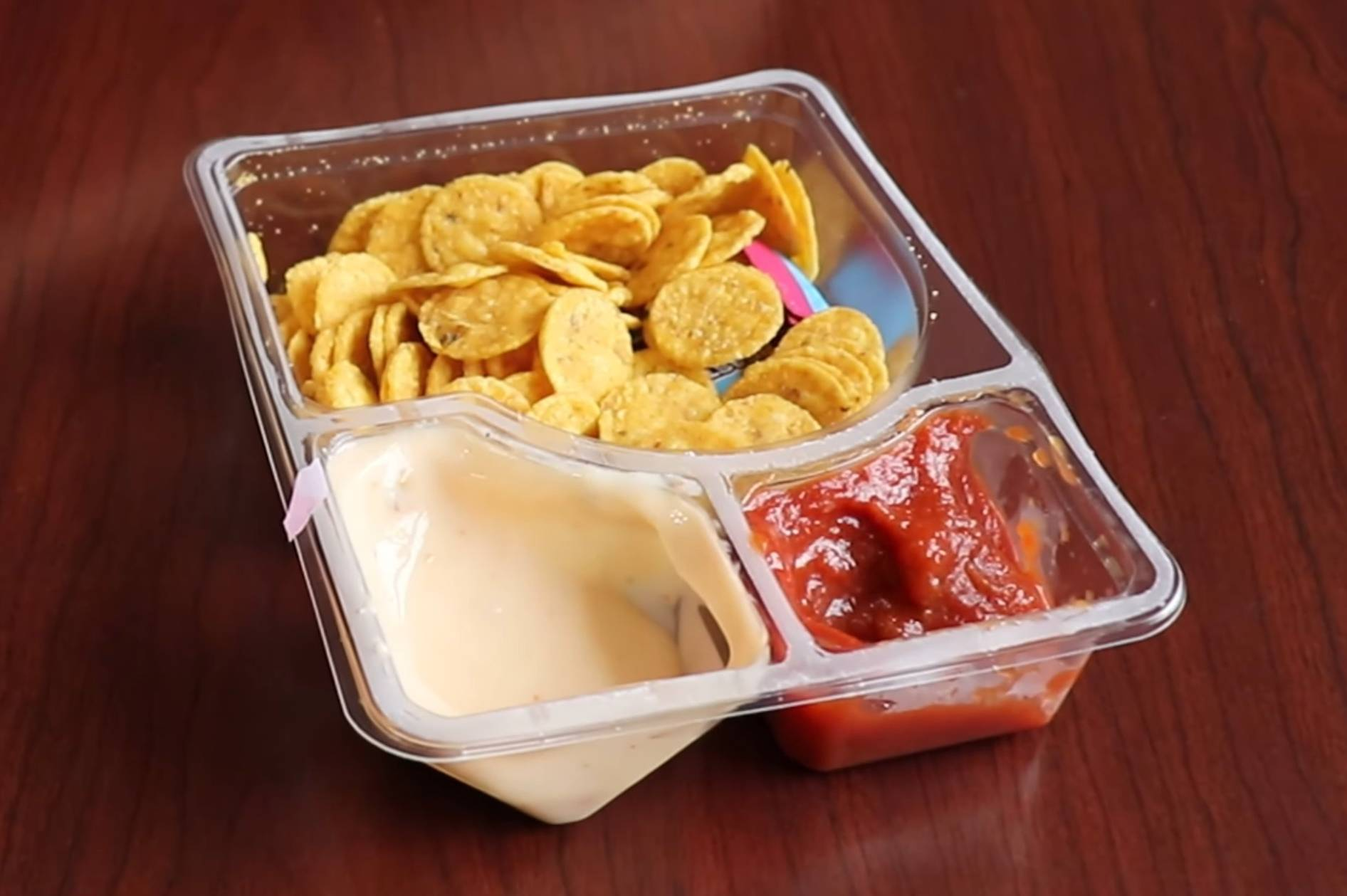
Lunchlyの「ナチョチップス ケソブランコとサルサ添え」

2024年9月、スナックキットの「Lunchly」ブランドを発表した。このブランドは、YouTuberのKSIとローガン・ポールとの合弁事業として設立された。
Lunchlyは、ランチキットのマーケティング戦略と栄養価に疑問を呈する人から、さまざまなソーシャルメディアプラットフォームでかなりの批判に直面した。特に、YouTuberのDanTDMは、X（旧Twitter）プロフィールに「これは、販売している人々を信頼することしか知らない子供たちに、くだらないものを売っている」と投稿して、Lunchlyへの不満を表明した。

### Mr. Beast
2023年、以前のYouTube動画を放送するFASTチャンネル「Mr. Beast」がRoku Channelサービスで放送を開始した。

### ビースト・ゲームズ
2024年3月、アマゾンMGMスタジオと共同でAmazon Prime Videoで独占放送される新しいリアリティ番組「ビースト・ゲームズ」を制作する計画を発表した。これは、1000人の出場者が500万ドルの賞金を競うというもの。これはテレビとストリーミングの歴史上、単一賞金としては最高額となる。 2024年12月19日、Amazon Prime Videoで「ビースト・ゲームズ」を配信開始した。この番組は数々のギネス世界記録を樹立した。 

## 告発と訴訟

### クリス・タイソンに対する告発

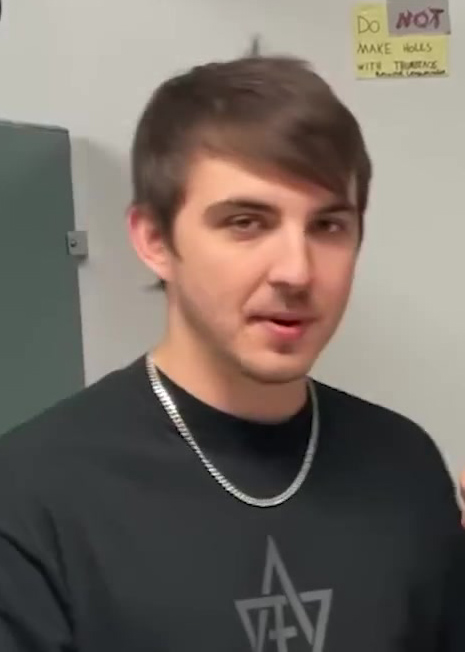
クリス・タイソン

2024年7月24日、メンバーの1人であるクリス・タイソンへの複数の未成年者に対する不適切な行為や元従業員への性的行為の圧力の疑惑が浮上した後、タイソンをメンバーから外した。しかし、タイソンは自らの声明を発表し、自ら脱退し、脱退の決定は双方の合意によるものだと述べた。被害者とされる人物の1人は当初、この疑惑に対して、自分が調教されたことを否定し、「大規模な嘘と真実のねじ曲げ」と呼び、タイソンは「いくつかの過激なジョークを言った」だけだと主張した。彼は後に声明を撤回し、会話は年齢にふさわしくなかったと述べ、当時は自分が未成年で不正行為を認識していなかったことを認めた。ドナルドソンは声明を発表し、「このような容認できない行為に嫌悪感と反対」を表明し、さらに調査するために独立調査員を雇っていると述べた。その後、この問題に関係する人々が参加しているタイソンのDiscordサーバーから、露骨な会話が含まれているとされる50万件のメッセージがGitHubに流出した。その後、GitHubは規約違反を理由にメッセージを削除した。

### ドナルドソンに対する告発
2024年7月24日、MrBeastスタジオの元従業員の1人が、ドナルドソンが不正なコンテストを行い、違法な宝くじを運営し、ファンを騙していると非難するYouTube動画を公開した。2つ目の動画では、投稿者は別の元従業員にインタビューし、劣悪な労働環境や、未成年者への暴行で起訴された性犯罪者をドナルドソンが雇用したことを語った。投稿者はまた、ドナルドソンのカメラマンが複数の女性に性的嫌がらせをしたと主張した。 2本目のビデオが公開される前、ドナルドソンは最高人事責任者、最高財務責任者、法務顧問を雇用し、従業員に感受性トレーニングを実施することを約束していた。

### ビースト・ゲームズ訴訟
2024年9月、ビースト・ゲームの元出場者を代表する集団訴訟が、ドナルドソン、アマゾン、および関連制作会社に対してロサンゼルス上級裁判所に提起された。訴訟では、ビースト・ゲームの出場者が広範囲にわたる虐待、セクハラ、未払いの経費や賃金を経験したと主張した。また、これらの違反はネバダ州の税額控除を得る目的で行われたと主張した。

## 慈善活動

### Team Trees

Team Treesのロゴ

2019年10月25日、元NASAのエンジニアでYouTuberのマーク・ローバーと共に、YouTubeで「#TeamTrees」という共同募金チャレンジイベントを開催した。2020年1月1日までにアーバーデイ財団に2000万ドルを集め、遅くとも2022年12月までに木を植えることを目標としている。寄付金はすべてアーバーデイ財団に送られ、財団は寄付金1ドルにつき1本の木を植えることになっている。Rhett & Link、マシュメロ、iJustine、Marques Brownlee、The Slow Mo Guys、ニンジャ、Simone Giertz、ジャックセプティックアイ、Smarter Every Dayなどの著名なYouTuberがこのアイデアに注目した。2019年10月にアメリカの国立公園で木が植えられ始めた。
同年12月19日に、2000万ドルの目標が突破された。これまでチーム・ツリーは世界中で900万本の木を植え、2022年に終了する予定である。また、このプロジェクトは企業幹部のジャック・ドーシー、スーザン・ウォシッキー、イーロン・マスク、Tobias Lütkeから多額の寄付を受けている。ディスカバリー、ベライゾン、Plants vs. Zombiesなどの企業も支援に乗り出した。

### Beast Philanthropy

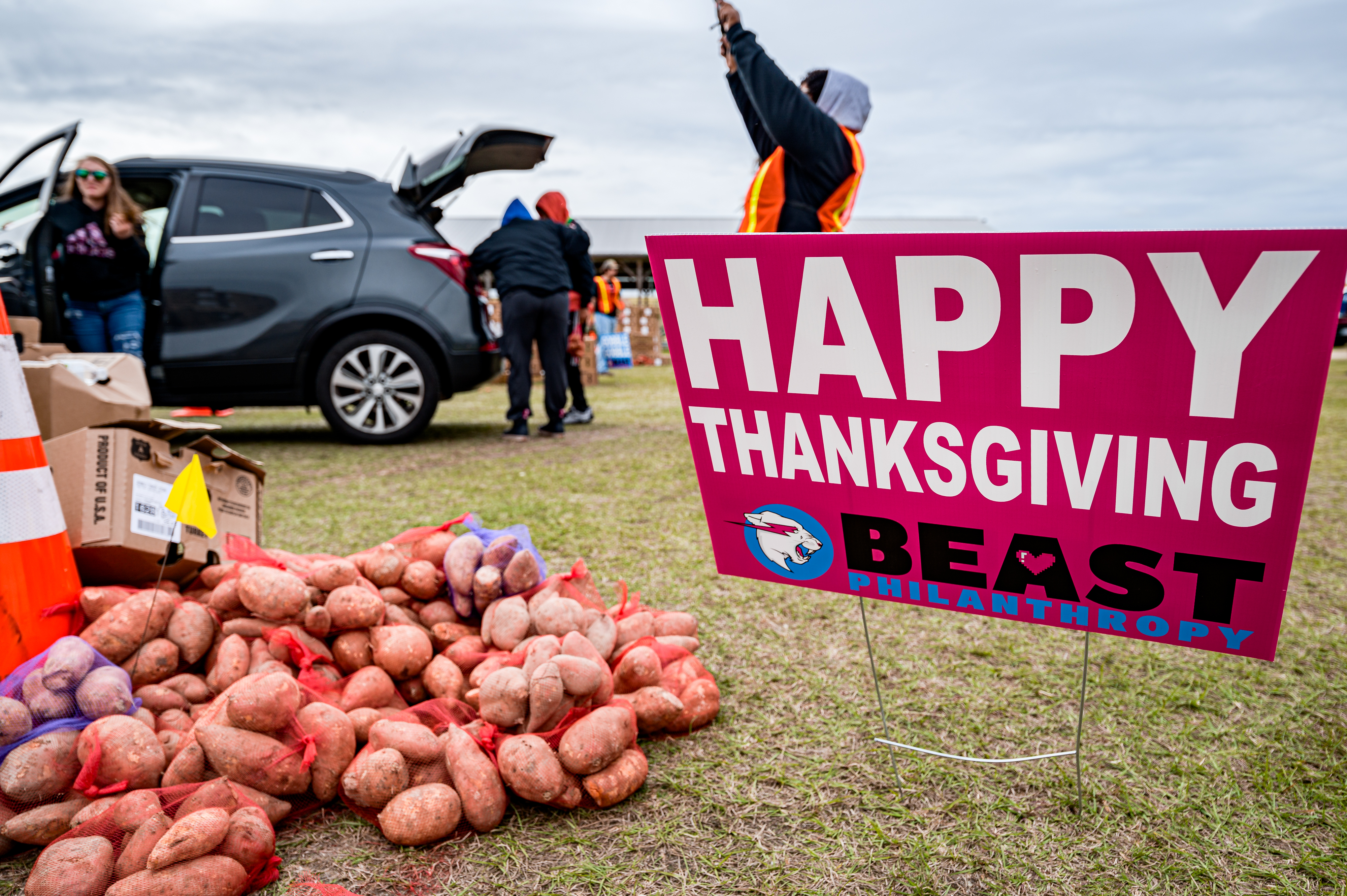
Beast Philanthropyの活動の様子

2020年9月17日、慈善活動を目的としたYouTubeチャンネル「Beast Philanthropy」が開設された。チャンネルの最初の動画で、慈善団体とフードバンクを発表し、以前の動画に出演していたダレン・マーゴリアスをエグゼクティブディレクターに任命した。チャンネルの説明によると、広告収入、ブランド取引、商品販売の100％が慈善団体に寄付されているという。
Beast Philanthropyの注目すべき取り組みとしては、故郷のグリーンビルに七面鳥1万羽を寄贈したこと、アフリカの子供たちに靴2万足寄付したこと、きれいな水へのアクセスが限られているアフリカの村のために井戸100基を建設したこと、さまざまな学校に30万ドル相当の技術を寄贈したことなどがある。

### Team Seas

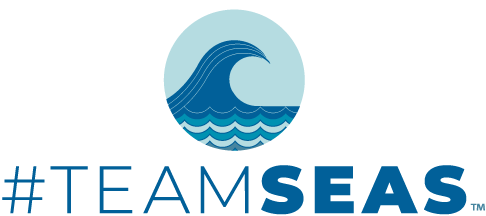
Team Seasのロゴ

2021年10月29日、マーク・ローバーと共に、「#TeamSeas」と題した別の共同チャレンジイベントをYouTubeで開催した。このプロジェクトの目標は、2022年1月1日までに海洋汚染を減らすために3000万ドルを集めることだった。この3000万ドルの目標は、海、川、ビーチから3000万ポンドのプラスチックやその他の廃棄物を除去するための資金となる。ドナルドソンとロバーは、AzzyLand、DanTDM、TommyInnit、LinusTechTips、TierZoo、LEMMiNO、The Infographics Show、Hannah Stocking、Dhar Mann、Marques Brownleeなど数千人のコンテンツ制作者を巻き込み、さらにBENとTubeBuddyのイニシアチブで全世界800万のクリエーターと提携して資金調達を促進した。

### Team Water
2025年8月1日、マーク・ローバーと共に、YouTubeで3回目の共同チャレンジイベント「#TeamWater」を開催した。このプロジェクトの目標は、 2025年8月末までにNGO団体のウォーターエイドのために4000万ドルを集めることである。目標額である4000万ドルは、4000万人に清潔な水を供給することとなる。
2025年8月4日現在、255万ドル以上が寄付されている。

## 私生活
彼は自らを内向的な性格だと語っている。YouTubeに夢中で、仕事熱心なため、社会生活を維持するのが難しいことを認めている。母スーは、彼の引っ込み思案なライフスタイルは、頻繁な転居とクローン病との闘いによるものだとしている。
2019年から2022年までYouTuberのマディ・スピデルと交際。2022年からはゲームストリーマーのテア・ボイセンと交際している。2025年1月1日、ボイセンとの婚約を発表した。
2023年6月、タイタニック号の沈没船を見るための観光ツアー中にオーシャンゲート潜水艇タイタンが大西洋で爆発し、乗客5人全員が死亡した後、ツアーに招待されていたが、その申し出を断っていたと語った。

## 世間のイメージ

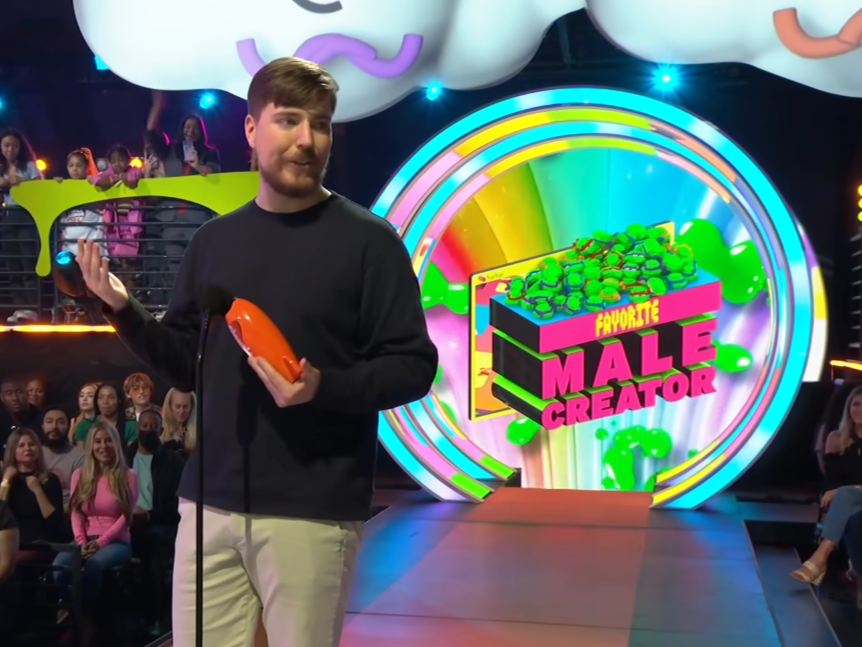
ドナルドソンは、2022年と2023年のKids' Choice Awardで「Favorite Male Creator」賞を受賞している。

2024年7月現在、MrBeastはYouTubeで最も登録者数の多いチャンネルであり、インドのT-Seriesを上回っている。2021年2月にインサイダーが実施した世論調査では、回答者の70%が彼に対して好意的な見方をしており、12%が否定的な見方をしていることがわかった。また、彼が慈善活動を娯楽の一形態として示す方法は、彼に対して非常に肯定的なイメージを構築している。
しかし、一部の批評家は彼の動機と倫理に疑問を呈している。ソーシャルメディアのユーザーは彼が貧困を利用して再生回数を得ていると非難し、彼のコンテンツを「チャリティーポルノ」とみなした。彼の慈善活動は、社会の不平等の根本原因に対処していないと批判されている。これに対して、Beast Philanthropyやその動画から利益を得ておらず、収益はすべて慈善活動に寄付されると主張した。彼はまた、体系的な問題を解決する上での政府の役割の重要性を強調した。
2023年、タイム誌は彼をタイム100リストに掲載し、YouTuber仲間で元NASAエンジニアのマーク・ローバーはそのエントリについて「彼はイカゲームを現実に再現したり1000人の盲人の目の手術費用を負担したりして、常にクリエーターのハードルを上げています」と書いた。
2022年9月のポッドキャストで、彼は20年後くらいにアメリカ大統領選への出馬を検討するとコメントしている。彼は、米国には「若い大統領が必要」だと付け加えた。

## フィルモグラフィ
| 公開年 | 邦題 原題                                                                                     | 役名                 | 備考     |
| ------ | --------------------------------------------------------------------------------------------- | -------------------- | -------- |
| 2023   | ミュータント・タートルズ:ミュータント・パニック！ Teenage Mutant Ninja Turtles: Mutant Mayhem | タイムズクエア・ガイ | 声の出演 |
| 2023   | アンダー・ザ・ボードウォーク Under The Boardwalk                                              | ホットソース・クラブ | 声の出演 |
| 2024   | カンフー・パンダ 4 伝説のマスター降臨 Kung Fu Panda 4                                         | パンダ・ピッグ       | 声の出演 |

## 受賞・ノミネート
YouTube Creator Awards
| 年     | 内容                                                                  | 賞                     | 賞 |
| ------ | --------------------------------------------------------------------- | ---------------------- | -- |
| 2016年 | シルバー クリエイター アワードYouTubeチャンネル登録者数10万人         | 銀の盾                 |    |
| 2017年 | ゴールド クリエイター アワードYouTubeチャンネル登録者数100万人        | 金の盾                 |    |
| 2018年 | ダイヤモンド クリエイター アワードYouTubeチャンネル登録者数1000万人   | ダイヤモンドの盾       |    |
| 2021年 | カスタム クリエイター アワードYouTubeチャンネル登録者数5000万人       | ルビーの盾             |    |
| 2022年 | レッドダイヤモンド クリエイターアワードYouTubeチャンネル登録者数1億人 | レッドダイヤモンドの盾 |    |

その他
| 年   | 賞                        | カテゴリー                           | 結果       | 参照            |
| ---- | ------------------------- | ------------------------------------ | ---------- | --------------- |
| 2019 | 9th Streamy Awards        | ブレイクアウト・クリエイター         | 受賞       | [ 113 ]         |
| 2019 | 9th Streamy Awards        | アンサンブル・キャスト               | ノミネート | [ 113 ]         |
| 2019 | 9th Streamy Awards        | クリエイター・オブ・ザ・イヤー       | ノミネート | [ 113 ]         |
| 2020 | 12th Annual Shorty Awards | ユーチューバー・オブ・ザ・イヤー     | 受賞       |                 |
| 2020 | 10th Streamy Awards       | クリエイター・オブ・ザ・イヤー       | 受賞       | [ 114 ] [ 115 ] |
| 2020 | 10th Streamy Awards       | ライブ・スペシャル                   | 受賞       | [ 114 ] [ 115 ] |
| 2020 | 10th Streamy Awards       | ソーシャルグット クリエイター        | 受賞       | [ 114 ] [ 115 ] |
| 2020 | 10th Streamy Awards       | ソーシャルグット                     | 受賞       | [ 114 ] [ 115 ] |
| 2021 | 2021 Kids' Choice Awards  | 好きな男性YouTuber                   | ノミネート | [ 116 ]         |
| 2021 | 11th Streamy Awards       | クリエイター・オブ・ザ・イヤー       | 受賞       | [ 117 ]         |
| 2022 | 2022 Kids' Choice Awards  | 好きな男性クリエイター               | 受賞       | [ 118 ]         |
| 2022 | 12th Streamy Awards       | クリエイター・オブ・ザ・イヤー       | 受賞       | [ 119 ] [ 120 ] |
| 2022 | 12th Streamy Awards       | コラボレーション賞                   | ノミネート | [ 119 ] [ 120 ] |
| 2022 | 12th Streamy Awards       | ソーシャルグット クリエイター        | 受賞       | [ 119 ] [ 120 ] |
| 2022 | 12th Streamy Awards       | クリエイター・プロダクト             | ノミネート | [ 119 ] [ 120 ] |
| 2022 | 12th Streamy Awards       | エディット賞                         | ノミネート | [ 119 ] [ 120 ] |
| 2022 | 12th Streamy Awards       | ブランド・エンゲージメント           | 受賞       | [ 119 ] [ 120 ] |
| 2022 | 12th Streamy Awards       | ソーシャル・インパクト・キャンペーン | ノミネート | [ 119 ] [ 120 ] |
| 2023 | 2023 Kids' Choice Awards  | 好きな男性クリエイター               | 受賞       | [ 121 ]         |